# Zora Cock

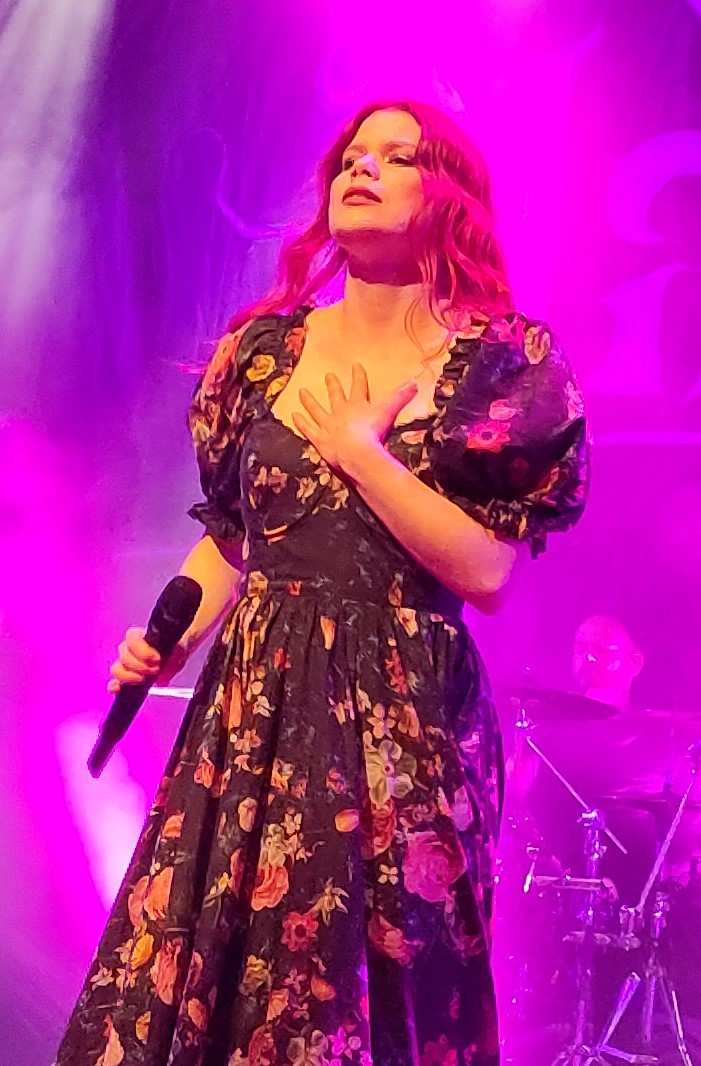
Zora Cock in 2024 bij een concert van Blackbriar.

Zora Cock (Assen, 1 april 1991) is een Nederlandse zangeres. Ze is vooral bekend als frontzangeres van de gothic metalband Blackbriar.
Op haar 16e begon ze met zanglessen op een school voor sounddesign. In 2012 startte ze samen met drummer René Boxem de band Blackbriar nadat ze bij een concert van Slash waren, met Halestorm in het voorprogramma.  Ze is de schrijver van de lyrics van de muziek van Blackbriar en is geïnspireerd door onder meer Kate Bush, Halestorm, In This Moment, Lana Del Rey and Flyleaf.
Cock heeft naast Blackbriar ook enkele andere muzikale projecten. Zo bracht de Duitse folkband dArtagnan op 9 september 2022 een duet met Zora Cock genaamd My Love's in Germany uit. Naast Cock in de hoofdrol speelde drummer René Boxem een bijrol in de bijbehorende videoclip. Ook heeft ze meegezongen in het nummer What else is there? van Mortemia en Mary on a Cross van Charlotte Wessels en zingt ze op haar eigen Patreon-site diverse covers.